# General Electric T31

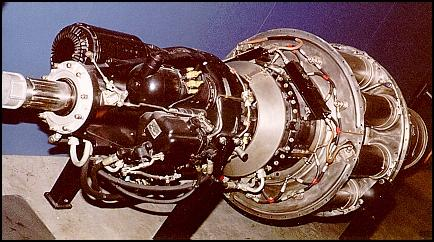
Un T31 en la Galería Presidencial del National Museum of the United States Air Force.

El General Electric T31 (designación de la compañía: TG-100) fue el primer turbohélice diseñado y construido en Estados Unidos.

## Diseño y desarrollo

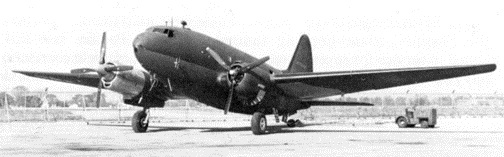
Curtiss XC-113 usado como plataforma de pruebas del motor T31 (derecha)

El primer trubohélice estadounidense fue el General Electric XT31, usado en por primera vez en el avión experimental Consolidated Vultee XP-81. El XP-81 voló por primera vez en diciembre de 1945, siendo el primer avión en unsar una combinación de turbohélice y turborreactor.
El motor T31 fue el primer turbohélice estadounidense en motorizar un avión. Hizo su vuelo inicial en el Consolidated Vultee XP-81 el 21 de diciembre de 1945. El T31 estaba montado en la nariz; una turbina J33 estaba montada en la cola del fuselaje, proveyendo empuje adicional. El T31 también fue usado en el XF2R-1 naval, motorizado por una combinación similar de turborreactor/turbohélice. El motor también fue usado experimentalmente en un Curtiss XC-113 (un C-46 convertido), pero el experimento se abandonó después que el XC-113 se vio envuelto en un accidente en tierra. Sólo se construyeron 28 T31 y ninguno se usó en aviones de producción, pero la tecnología de los motores turbohélices fue desarrollada a partir de la tecnología pionera del T31.

## Aplicaciones
- Consolidated Vultee XP-81
- Curtiss-Wright XC-113
- XF2R Dark Shark

## Especificaciones (XT31)
- Peso: 900 kg.
- Potencia máxima: 2300 shp (diseñada)
- Máxima rpm del motor: 13 000 rpm
- Máxima rpm de la hélice: 1145 rpm

### Fuente
- Esta obra contiene una traducción  derivada de «General Electric T31» de Wikipedia en inglés, publicada por sus editores bajo la Licencia de documentación libre de GNU y la Licencia Creative Commons Atribución-CompartirIgual 4.0 Internacional.

- Datos: Q206298
- Multimedia: General Electric T31 / Q206298